# Manuel Corona
Pour les articles homonymes, voir Corona.
Manuel Corona (né le 17 juin 1880 à Caibarién et mort le 9 janvier 1950 à La Havane) est un compositeur et guitariste cubain, l'une des figures majeures de la Trova traditionnelle tout comme Pepe Sánchez, Sindo Garay, Alberto Villalón et Rosendo Ruiz.

## Biographie
Mulâtre né dans un milieu des plus précaires, sans formation musicale, Manuel Corona apprend la guitare dans la municipalité de Caibarién située sur la côte nord du centre de Cuba avant que sa famille rejoigne la capitale en 1895. Il a débuté dans le tabac (tabaquero) avant de se consacrer à la musique et de mener, avec sa guitare, une vie de bohème,.
Son boléro Doble inconsciencia date de 1900 et deux ans plus tard sa rencontre avec le maestro José Pepe Sánchez a lieu à Santiago.
En 1908, il atteint le succès avec sa chanson Mercedes, la première d'une longue série. Il a écrit des centaines de compositions, dont certaines parmi les plus beaux exemples du sentiment cubain, comme Longina (1918), Santa Cecilia et Aurora. Des guarachas comme El servicio obligatorio et Acelera, Ñico, acelera.
À la fin des années 1920 un accident le handicape au niveau d'une main et ne lui permet plus de jouer avec facilité. Il ne se consacre plus qu'à la composition musicale.
Manuel Corona et Longina O'Farrill se sont rencontrés dans la chambre habitée par la chanteuse de trova María Teresa Vera, bien connue plus tard pour ses duos avec Zequeira et Hierrezuelo, dans un immeuble nommé La Maravilla,,.
Sa musique a été utilisée dans le film mexicain La bien pagada réalisé en 1948 par Alberto Gout.
Il n'a jamais déposé ses œuvres auprès d'une société de gestion des droits d'auteur et n'a pu par conséquent percevoir un revenu sur des droits auxquels il pouvait légalement prétendre et meurt dans la pauvreté le 9 janvier 1950. Sindo Garay, Rosendo Ruiz, Tata Villegas, Pancho Majagua et Gonzalo Roig assistent à ses funérailles.
Sa dépouille mortelle reposait au cimetière de La Havane jusqu'en 1968, date à laquelle il a été transféré au cimetière de Caibarién à la demande d'un groupe de ses compatriotes dirigé par Armando Rosado, un important promoteur de la culture locale.

## Enregistrements
- Aurora[10]
- Doble inconsciencia
- Longina
- Mercedes
- Rosa negra
- Santa Cecilia
- Tu alma y la mía